# 51-es trolibusz (Varsó, 1983–1995)
A varsói 51-es jelzésű trolibusz a Wilanowska és az Piaseczno Szkolna között közlekedett. A viszonylatot a Miejskie Zakłady Autobusowe w Warszawie üzemeltette. A járműveket az Piaseczno kocsiszín állította ki. 1983. június 1-én indultak meg a trolibuszok a vonalon. A trolibuszjárat 1995. szeptember 1-én megszüntetésre került. Szerepét a 709-es busz vette át.

## Útvonala
| Piaseczno Szkolna felé                                                                 | Wilanowska felé |
| -------------------------------------------------------------------------------------- | --- |
| Wilanowska – Puławska – Mysiadło: Puławska – Piaseczno: Puławska – Piaseczno (Szkolna) | Piaseczno (Szkolna) – Puławska – Chyliczkowska – Armii Krajowej – Puławska – Mysiadło: Puławska – Varsó: Puławska – Wilanowska |

## Megállóhelyek
| 51 (Wilanowska – Piaseczno Szkolna) |           |
| Megállóhely                         | Település |
| Wilanowska                          | Mokotów   |
| Aleja Lotników                      | Mokotów   |
| Wyścigi                             | Mokotów   |
| Poleczki                            | Ursynów   |
| Grabów                              | Ursynów   |
| Sójki                               | Ursynów   |
| Żołny                               | Ursynów   |
| Łagiewnicka                         | Ursynów   |
| Pelikanów                           | Ursynów   |
| Kapeli                              | Ursynów   |
| Jagielska                           | Ursynów   |
| Karczunkowska                       | Ursynów   |
| Dąbrówka                            | Ursynów   |
| Mysiadło                            |           |
| Mysiadło                            | Mysiadło  |
| Piaseczno                           |           |
| Iwiczna                             | Piaseczno |
| Energetyczna                        | Piaseczno |
| Lamina                              | Piaseczno |
| Technikum1                          | Piaseczno |
| Szkolna                             | Piaseczno |

1 – Wilanowska felé

## Járművek
| Kép | Típus         | Gyártó | Közlekedett |
| --- | ------------- | ------ | ----------- |
|     | ZiU–9         | TrolZa | 1983 – 1992 |
|     | Jelcz PR110E  | Jelcz  | 1989 – 1995 |
|     | Saurer 4TIILM | Saurer | 1992 – 1995 |
|     | Moser APE4/80 | Moser  | 1992 – 1995 |